# Friedrich Jacob Hannitz
Friedrich Jacob Hannitz (* 1768; † 1857 in Neuhornbach, Königreich Bayern) war ein pfälzischer Handelsmann, Steuereinnehmer und Bürgermeister. Er war Mitglied des pfälzischen Landrats.

## Leben und Familie
Hannitz war Sohn des speyerischen Waldförsters Johann Wilhelm Hannitz (1713–1792), der als Fälscher pfälzischer Weistümer wohlhabend wurde. Seine Mutter war Maria Regina geborene Geng (1731–1802), Tochter eines Landauer Metzgermeisters. Hannitz kam als Handelsmann und Steuereinnehmer zu Wohlstand. Nach 1816 wurde er Mitglied des Landraths der Pfalz und Bürgermeister von Neuhornbach.
Hannitz heiratete 1792 Caroline Luise (1770–1855), Tochter des Pfarrers Philipp Friedrich Culmann und der Juliane Henriette geborene Dell. Ihre Brüder August und Jacques Culmann saßen 1848/1849 jeweils in der deutschen und französischen Nationalversammlung. Vier Kinder erreichten das Heiratsalter. August Hannitz wurde Arzt, eine Tätigkeit, die er als Randfigur des Pfälzischen Aufstands beenden musste. Wie sein Vater war er in den 1860er und 1870er Jahren Bürgermeister von Neuhornbach und Landratsmitglied. Er blieb unverheiratet und war der letzte männliche Namensträger der pfälzischen Familie Hannitz. Die drei Töchter heirateten den Forstmeister Carl von Mannlich, den Kirchenschaffner Carl Exter und den Pfarrer Theodor Kampmann. Seine Enkelin Caroline von Mannlich verehelichte sich 1839 mit Friedrich August von Hofenfels, Enkel des Ministers von Hofenfels. Eine Enkelin aus der Familie Kampmann wurde Ehefrau von Karl Wilhelm Nessler, 1879–1882 Mitglied des Preußischen Abgeordnetenhauses und 1880–1884 des Deutschen Reichstags.